# Соссюрит
Соссюрит — мінеральний агрегат, складений з суміші цоїзиту, польових шпатів, альбіту, актиноліту, хлориту, серициту, епідоту, преніту, кальциту та інших мінералів, які виникли внаслідок гідротермальної зміни польових шпатів.
Застосування методів мікроскопічної рефракції і рентгенівських променів дозволяє відрізнити соссюрит від жаду. Соссюрит утворюється при метаморфізмі гірських порід. Найчастіше він зустрічається в габро, діабазах. При перетворенні плагіоклазів у Соссюриті відбувається процес, який отримав назву соссюритизації.
Названий на честь швейцарського мінералога Л. де Соссюра (N.Th. Saussure, 1806).
Син. — дисклазит, леманіт, магнеліт.